# 박준필
박준필(1999년 2월 11일 ~ )는 대한민국의 축구 선수로, 포지션은 수비수이다.